# Cuboctaedro cubitruncado
En geometría, el cuboctaedro cubitruncado o cuboctaedro cuboctatruncado es un poliedro uniforme estrellado, indexado como U16. Tiene 20 caras (8 hexágonos, 6 octógonos y 6 octagramas), 72 aristas y 48 vértices; y su símbolo de Shäfli es tr{4,3/2}.

## Envolvente convexa
Su envolvente convexa es un cuboctaedro truncado no uniforme.
| Envolvente convexa | Cuboctaedro cubitruncado |

## Coordenadas cartesianas
Las coordenadas cartesianas de los vértices de un cuboctaedro cubitruncado son todas las permutaciones de
(±(√2−1), ±1, ±(√2+1))

## Poliedros relacionados

### Tetradiaquis hexaedro
El tetradiaquis hexaedro (o gran disdiaquis dodecaedro) es un poliedro no convexo isoeedral. Posee 48 caras triangulares que se cruzan, 72 aristas y 20 vértices.

#### Proporciones
Los triángulos tienen un ángulo de {\displaystyle \arccos({\frac {3}{4}})\approx 41.409\,622\,109\,27^{\circ }}, uno de {\displaystyle \arccos({\frac {1}{6}}+{\frac {7}{12}}{\sqrt {2}})\approx 7.420\,694\,647\,42^{\circ }} y uno de {\displaystyle \arccos({\frac {1}{6}}-{\frac {7}{12}}{\sqrt {2}})\approx 131.169\,683\,243\,31^{\circ }}. Su ángulo diedro es igual a {\displaystyle \arccos(-{\frac {5}{7}})\approx 135.584\,691\,402\,81^{\circ }}. Parte de cada triángulo se encuentra dentro de la figura, por lo que es invisible en los modelos sólidos.

Es el dual del cuboctaedro cubitruncado uniforme.